# Cizur (municipio)
Cizur (en euskera: Zizur) —en ocasiones referido como Cendea de Cizur en castellano y Zizur zendea en euskera— es un municipio español de la Comunidad Foral de Navarra, situado en la Merindad de Pamplona, en la Cuenca de Pamplona y a 7 km de la capital de la comunidad, Pamplona, formando parte de su área metropolitana. Su población en 2024 fue de 3940 habitantes (INE).
Reagrupa la mayor parte del territorio de la cendea de Cizur, de la cual se desligaron los actuales municipios de Zizur Mayor y Barañain (junto con Eulza), además de Echavacoiz, que fue absorbido por Pamplona. Está compuesto por 8 concejos: Astráin, Cizur Menor, Gazólaz, Larraya, Muru-Astráin, Paternáin, Undiano y Zariquiegui, así como 3 lugares habitados: Eriete, Guenduláin y Sagüés.

## Toponimia
El significado etimológico de Cizur se ha relacionado generalmente con la palabra vasca zintzur (o txintxur), que tiene el significado de garganta, paso angosto entre montañas o pasaje angosto. Algunos consideran que puede ser una referencia a su ubicación geográfica entre la sierra del Perdón y el monte Ezcaba (San Cristóbal); aunque lo cierto es que Cizur solo ocupa una parte de este espacio. Por el contrario, Juan Ignacio Iztueta consideraba que zintzur significaba también altura pequeña.
El vocablo Cizur o Zizur sirvió durante siglos para designar a una de las numerosas entidades territoriales de la Cuenca de Pamplona denominadas tradicionalmente cendeas, y después de la constitución de los municipios constitucionales en España durante el siglo XIX pasó a designar al municipio que reunía el territorio de la antigua cendea. Las formas Cizur y Zizur han alternado en el uso documental y oficial a lo largo de la historia. La primera mención escrita del topónimo corresponde a 1087 y registra la forma Ciçur. Sin embargo, una vez constituido el municipio constitucional a mediados del siglo XIX la forma con la que se designó oficialmente al municipio entre 1850 y 1920 fue Zizur. A partir de esa fecha se normalizó la forma Cizur que hoy en día el municipio conserva. 
Además de la histórica cendea y del municipio de Cizur, dos localidades utilizan también ese topónimo: (Cizur Mayor y Cizur Menor). Ambas poblaciones formaron parte históricamente de la cendea y constituyeron también concejos integrantes del municipio de Cizur hasta que en 1992 el concejo de Cizur Mayor (hasta entonces el concejo más habitado del municipio de Cizur) fue segregado del municipio de Cizur para constituir el nuevo municipio de (Cizur Mayor.(Decreto Foral 276/1992 de 2 de septiembre) 
No se tiene seguridad de si el topónimo Cizur se originó en alguna de esas dos localidades y luego se asignó a la cendea y municipio, u ocurrió al contrario, que nació para designar a la cendea y posteriormente lo recibieron las dos localidades. al contraroi.
Cuando en dicho año 1992 el concejo de Cizur Mayor se separó del resto de la cendea para constituirse en municipio abandonó la grafía Cizur Mayor para adoptar en cambio la de Zizur Mayor. Esta adopción se debió probablemente por la influencia del nombre en euskera y aunque chocaba con la costumbre de las últimas décadas, se ha afianzado como una manera de distinguir gráficamente al municipio de Cizur (que al igual que su concejo de Cizur Menor han mantenido la grafía histórica y tradicional) del nuevo de Zizur Mayor.

## Símbolos

### Escudo
El escudo de armas de Cizur tiene el siguiente blasón:

Trae de plata y tres rosas de gules espinadas de azur, puestas en triángulo mayor.

Así figura pintado en la vidrieras del Palacio de Navarra.
Estas armas tienen su origen en el sello más antiguo concedido a la cendea. En 1830 la alcaldía usaba un sello en el que aparecía un personaje con una especie de dalmática y valona, con sombrero de anchas alas y un báculo símbolo de la autoridad. Más adelante este personaje dejó de llevar dalmática.

### Bandera
La bandera de Cizur fue aprobada el 16 de enero de 2006 y tiene la siguiente descripción:

Bandera de tafetán carmesí, de 195 cm. de largo por 130 cm. de ancho, en cuyo centro ostenta bordados dos escudos de armas, uno en el anverso y otro en el reverso”. Concretamente, el anverso es de la forma siguiente: en campo de plata, la figura de un personaje –un regidor– que representa la autoridad municipal, ataviado con traje de golilla de color pardo y capa negra, y tocado de sombrero negro de ala ancha. En su mano diestra empuña la vara, símbolo de autoridad y jurisdicción. Timbrado con corona real abierta de oro de cinco florones y orlado de lambrequines del mismo metal, que confluyen bajo punta en una flor de lis de plata. En alto lleva bordada en oro la leyenda siguiente: Ayuntamiento de la Cendea; y en bajo, Zizur. Por otra parte, el reverso consta de plata y tres rosas gules espinadas de sinople, dispuestas en triángulo mayor dos y uno. Timbrado con yelmo de planta, con cimera de plumas de plata azul y gules y orlado de lambrequines de lo mismo. Debajo del escudo figura una cartela que simula un peregrino, y en ella esta leyenda: Cizur

## Geografía

Situación de Cizur en Navarra y en La Cuenca de Pamplona.

Cizur se encuentra situada en la parte central de la Comunidad Foral de Navarra dentro de la Cuenca de Pamplona, encontrándose su capital, Gazólaz a una altitud de 459 m s. n. m. Dista 7,5 km de Pamplona, 88 km de San Sebastián, 105 de Vitoria, y 78 km de Logroño.
Su término municipal tiene una superficie de 46,473 km² y limita al norte con los municipios de la Cendea de Olza y Pamplona, al este con el de la Cendea de Galar, al sur con los de Úcar, Adiós, Uterga, Legarda y Puente la Reina, y al oeste con los de Zabalza y Echauri.
| Noroeste: Echauri         | Norte: Cendea de Olza y Pamplona             | Noreste: Zizur Mayor  |
| Oeste: Zabalza            |                                              | Este: Cendea de Galar |
| Suroeste: Puente la Reina | Sur: Legarda, Uterga, Muruzabal, Adiós, Úcar |                       |

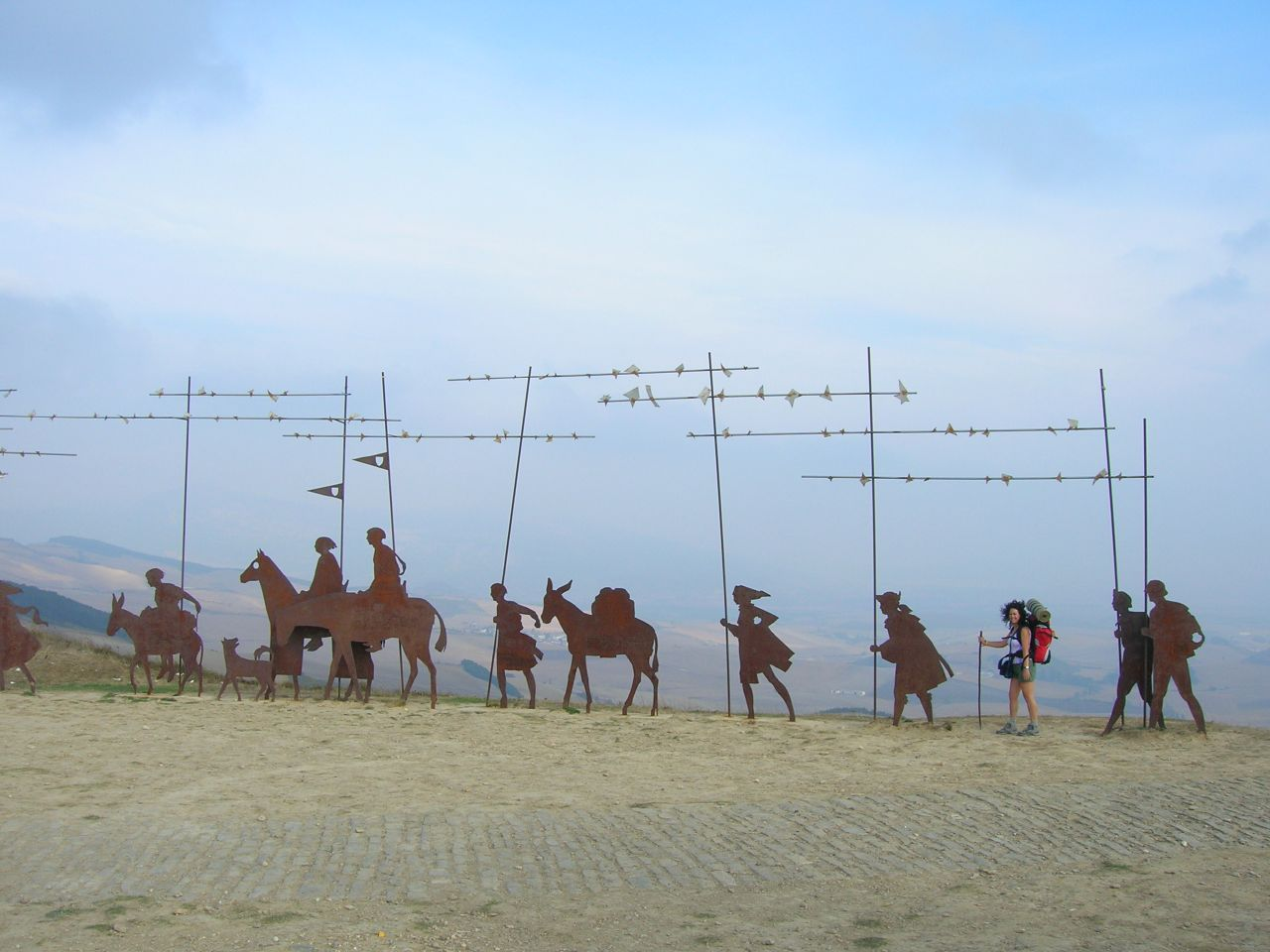
Monumento del Peregrino en la cumbre del Perdón.

Por los pueblos de Cizur Menor, Guenduláin, Zariquiegui y Astráin pasa el Camino Francés del Camino de Santiago que sube la sierra del Perdón donde se encuentra una ermita dedicada a la Virgen del Perdón y el Monumento del Peregrino. La leyenda que remata el monumento es:

Donde se cruza el Camino del viento con el de las estrellas.

## Demografía
Cizur cuenta con una población de 3940 habitantes (INE 2024).
| Gráfica de evolución demográfica de Cizur entre 1842 y 2021 |
| |
| Población de derecho según los censos de población del INE Población de hecho según los censos de población del INEEn este censo se denominaba Zizur Mayor: 1842 En este censo se denominaba Cizut: 1857 En estos censos se denominaba Zizur: 1860, 1877, 1887, 1897, 1900, 1910 y 1920 Entre el censo de 1991 y el anterior, disminuye el término del municipio porque independiza a 31901 (Barañáin) Entre el censo de 2001 y el anterior, disminuye el término del municipio porque independiza a 31907 (Zizur Mayor/Zizur Nagusia) |

### Pirámide de población
Los datos de la pirámide de población de 2010 se pueden resumir así:
- La población menor de 20 años es el 33,81 % del total.
- La comprendida entre 20-40 años es el 28,7 %.
- La comprendida entre 40-60 años es el 26,83 %.
- La mayor de 60 años es el 10,67 %.

## Administración y política

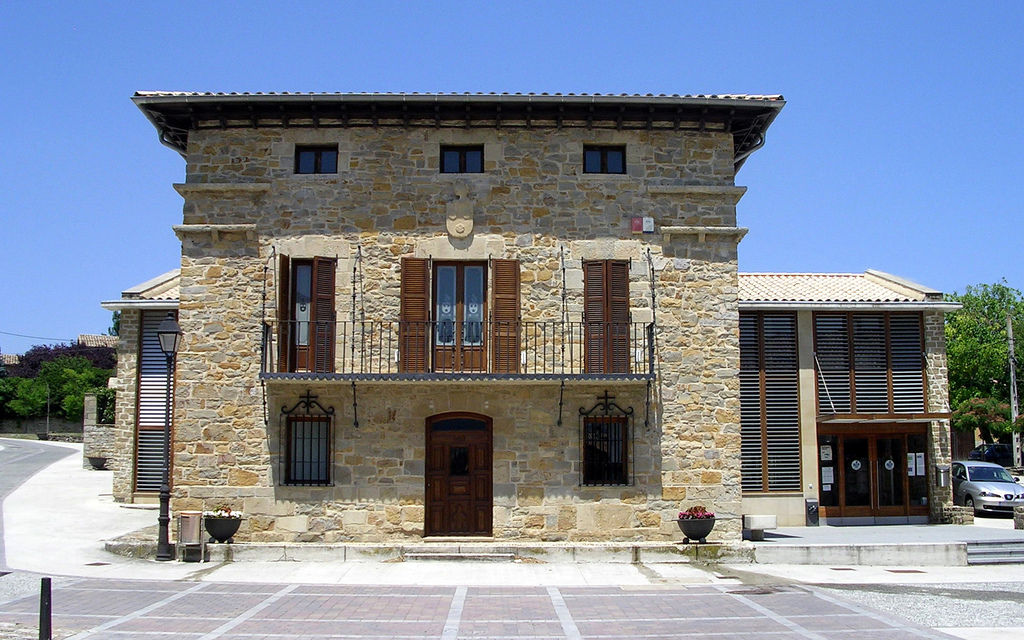
Ayuntamiento de la Cendea de Cizur

### Gobierno municipal
La administración política se realiza a través de un ayuntamiento de gestión democrática cuyos componentes se eligen cada cuatro años por sufragio universal desde las primeras elecciones municipales tras la reinstauración de la democracia en España, en 1979. El censo electoral está compuesto por los residentes mayores de 18 años empadronados en el municipio, ya sean de nacionalidad española o de cualquier país miembro de la Unión Europea. Según lo dispuesto en la Ley Orgánica del Régimen Electoral General, que establece el número de concejales elegibles en función de la población del municipio, la corporación municipal está formada por 11 concejales. La sede del Ayuntamiento de la Cendea de Cizur está situada en el número 1 de la calle Santa María de la localidad de Gazólaz.
| Partido político                                | 2019  | 2019       | 2015  | 2015       | 2011  | 2011       | 2007  | 2007       | 2003  | 2003       |
| Partido político                                | %     | Concejales | %     | Concejales | %     | Concejales | %     | Concejales | %     | Concejales |
| Navarra Suma (NA+)                              | 57,23 | 7          | —     | —          | —     | —          | —     | —          | —     | —          |
| Cendea Aurrera (CA)                             | 36,40 | 4          | —     | —          | —     | —          | —     | —          | —     | —          |
| Vox                                             | 3,99  | 0          | 1,29  | 0          | —     | —          | —     | —          | —     | —          |
| Unión del Pueblo Navarro (UPN)                  | —     | —          | 43,06 | 6          | 39,30 | 5          | —     | —          | —     | —          |
| Agrupación Electoral Erreniega (AEE)            | —     | —          | 20,05 | 3          | 16,98 | 2          | 21,33 | 2          | 24,12 | 2          |
| Agrupación Independiente Cendea de Cizur (AICC) | —     | —          | 13,30 | 1          | 19,68 | 2          | 55,21 | 7          | 53,45 | 5          |
| Nafarroa Bai (NaBai)-Geroa Bai (GBai)           | —     | —          | 11,31 | 1          | 8,15  | 1          | 7,51  | 1          | —     | —          |
| Partido Socialista de Navarra (PSN-PSOE)        | —     | —          | 4,13  | 0          | 7,40  | 1          | 12,12 | 1          | —     | —          |
| Partido Popular (PP)                            | —     | —          | 4,66  | 0          | 5,79  | 0          | —     | —          | —     | —          |
| Nueva Cendea (NC)                               | —     | —          | —     | —          | —     | —          | —     | —          | 19,72 | 2          |

| Mandato   | Nombre del alcalde               | Partido político |
| --------- | -------------------------------- | ---------------- |
| 1991-1995 | José Ricardo Pérez Torrano       | AICC             |
| 1995-1999 | José Ricardo Pérez Torrano       | AICC             |
| 1999-2003 | José Ricardo Pérez Torrano       | AICC             |
| 2003-2007 | José Ricardo Pérez Torrano       | AICC             |
| 2007-2011 | José Ricardo Pérez Torrano       | AICC             |
| 2011-2014 | José Joaquín San Martín Murillo  | UPN              |
| 2014-2015 | Jesús Antonio Barricarte Sarabia | UPN              |
| 2015-2019 | Jesús Antonio Barricarte Sarabia | UPN              |
| 2019-2023 | Rafael Ansó Ansó                 | Navarra Suma     |
| 2023-     | Rafael Ansó Ansó                 | Haciendo Cendea  |

### Organización territorial
El municipio se divide en las siguientes entidades de población, según el nomenclátor de población publicado por el INE (Instituto Nacional de Estadística). Los datos de población se refieren a 2014.
| Entidad de Población                                                                                    | Población (2014) | Coordenadas                                 | Distancia | Mapa |
| --- | ---------------- | ------------------------------------------- | --------- | --- |
| Astráin                                                                                                 | 358              | 42°45′24″N 1°44′29″O / 42.75672, -1.74135   | 5,7       | \| Astráin Cizur Menor Eriete Gazólaz Guenduláin Larraya Muru-Astráin Paternáin Sagüés Undiano Zariquiegui \| |
| Cizur Menor                                                                                             | 2402             | 42°47′11″N 1°40′38″O / 42.786456, -1.677217 | 4,3       | \| Astráin Cizur Menor Eriete Gazólaz Guenduláin Larraya Muru-Astráin Paternáin Sagüés Undiano Zariquiegui \| |
| Eriete                                                                                                  | 1                | 42°47′16″N 1°46′16″O / 42.78784, -1.77103   | 5,8       | \| Astráin Cizur Menor Eriete Gazólaz Guenduláin Larraya Muru-Astráin Paternáin Sagüés Undiano Zariquiegui \| |
| Gazólaz                                                                                                 | 136              | 42°47′31″N 1°43′04″O / 42.79187, -1.71782   | 0         | \| Astráin Cizur Menor Eriete Gazólaz Guenduláin Larraya Muru-Astráin Paternáin Sagüés Undiano Zariquiegui \| |
| Guenduláin                                                                                              | 0                | 42°45′47″N 1°43′01″O / 42.76302, -1.71696   | 8,2       | \| Astráin Cizur Menor Eriete Gazólaz Guenduláin Larraya Muru-Astráin Paternáin Sagüés Undiano Zariquiegui \| |
| Larraya                                                                                                 | 64               | 42°46′36″N 1°45′54″O / 42.77670, -1.76488   | 4,6       | \| Astráin Cizur Menor Eriete Gazólaz Guenduláin Larraya Muru-Astráin Paternáin Sagüés Undiano Zariquiegui \| |
| Muru-Astráin                                                                                            | 67               | 42°45′59″N 1°44′30″O / 42.76642, -1.74168   | 4,6       | \| Astráin Cizur Menor Eriete Gazólaz Guenduláin Larraya Muru-Astráin Paternáin Sagüés Undiano Zariquiegui \| |
| Paternáin                                                                                               | 357              | 42°47′04″N 1°44′41″O / 42.78457, -1.74459   | 2,5       | \| Astráin Cizur Menor Eriete Gazólaz Guenduláin Larraya Muru-Astráin Paternáin Sagüés Undiano Zariquiegui \| |
| Sagüés                                                                                                  | 41               | 42°47′06″N 1°43′25″O / 42.78512, -1.72361   | 1,5       | \| Astráin Cizur Menor Eriete Gazólaz Guenduláin Larraya Muru-Astráin Paternáin Sagüés Undiano Zariquiegui \| |
| Undiano                                                                                                 | 197              | 42°45′29″N 1°45′52″O / 42.75801, -1.76433   | 7,7       | \| Astráin Cizur Menor Eriete Gazólaz Guenduláin Larraya Muru-Astráin Paternáin Sagüés Undiano Zariquiegui \| |
| Zariquiegui                                                                                             | 173              | 42°44′54″N 1°43′22″O / 42.74827, -1.72279   | 7,7       | \| Astráin Cizur Menor Eriete Gazólaz Guenduláin Larraya Muru-Astráin Paternáin Sagüés Undiano Zariquiegui \| |
| Total                                                                                                   | 3940             |                                             |           | Capital del municipio. Concejos. Lugares habitados.                                                           |
| Fuentes: Nomenclátor INE 2010 (datos de 2014), Google Earth                                             |                  |                                             |           | Capital del municipio. Concejos. Lugares habitados.                                                           |
| Astráin Cizur Menor Eriete Gazólaz Guenduláin Larraya Muru-Astráin Paternáin Sagüés Undiano Zariquiegui |                  |                                             |           | |

## Transporte y comunicaciones

### Transporte urbano
| Eskualdeko Hiri Garraioa/Transporte Urbano Comarcal |                                                       |                                                       |
| Inicio                                              | Línea                                                 | Fin                                                   |
| Zizur Txikia/Cizur Menor - Universidad de Navarra   | 1                                                     | Unibertsitate Publikoa/Universidad Pública            |
| Taxi Iruñerria                                      |                                                       |                                                       |
| Zona                                                | A (Zizur Txikia/Cizur Menor) / B (resto de la cendea) | A (Zizur Txikia/Cizur Menor) / B (resto de la cendea) |
| Estaciones                                          |                                                       |                                                       |

### Transporte interurbano
La Cendea cuenta con un servicio regular de autobús que conecta los pueblos de Gazólaz, Paternáin, Larraya con Pamplona, Zizur Mayor y Belascoáin. Este servicio está ofrecido por La Pamplonesa y viaja de lunes a sábado (excepto festivos) por un precio de 1,10€.

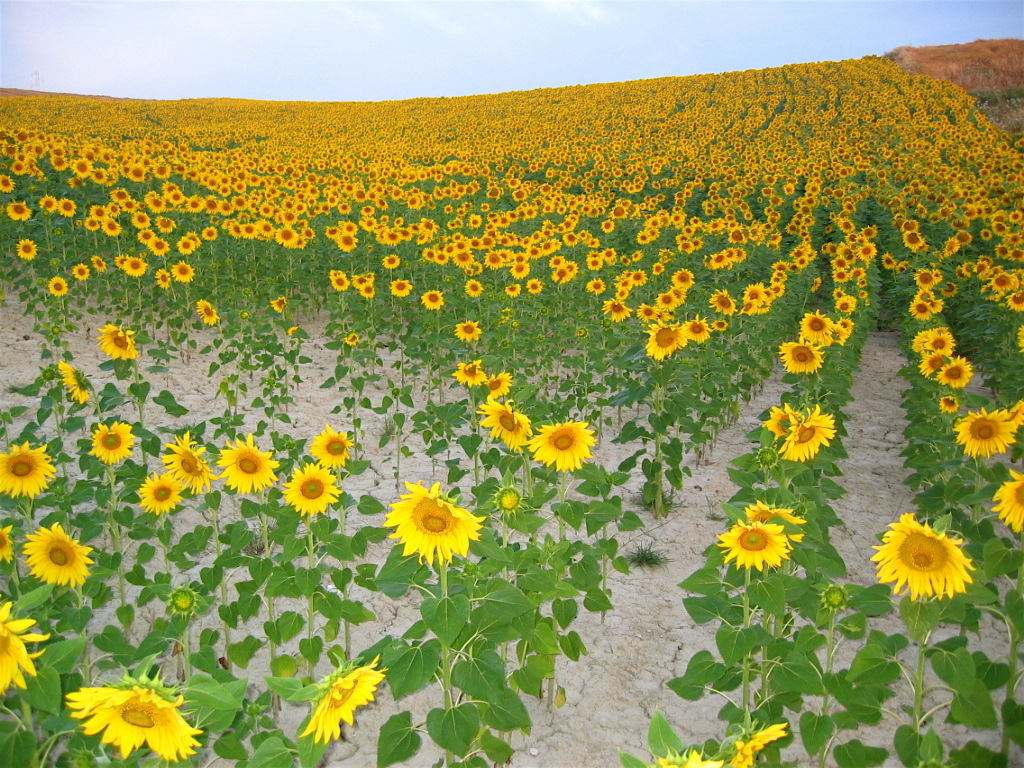
Campo de girasoles en Cizur Menor.

El horario es el siguiente:
| uKBHFa |

| ueHST |

| uSTR |

| uHST |

| ueHST |

| uSTR |

| uHST |

| ueHST |

| ueHST |

| ueHST |

| ueHST |

| ueHST |

| uKHSTe |

| uKBHFa |

| ueHST |

| uSTR |

| uHST |

| ueHST |

| uSTR |

| uHST |

| ueHST |

| ueHST |

| ueHST |

| ueHST |

| ueHST |

| uKHSTe |

| uKBHFa |

| ueHST |

| uSTR |

| uHST |

| ueHST |

| uSTR |

| uHST |

| ueHST |

| ueHST |

| ueHST |

| ueHST |

| ueHST |

| uKHSTe |

| uKBHFa |

| ueHST |

| uSTR |

| uHST |

| ueHST |

| uSTR |

| uHST |

| ueHST |

| ueHST |

| ueHST |

| ueHST |

| ueHST |

| uKHSTe |

| uKHSTa |

| uHST |

| uHST |

| uHST |

| uHST |

| uHST |

| uHST |

| uSTR |

| ueHST |

| uHST |

| uSTR |

| ueHST |

| uKBHFe |

| uKHSTa |

| uHST |

| uHST |

| uHST |

| uHST |

| uHST |

| uHST |

| uSTR |

| ueHST |

| uHST |

| uSTR |

| ueHST |

| uKBHFe |

| uKHSTa |

| uHST |

| uHST |

| uHST |

| uHST |

| uHST |

| uHST |

| uSTR |

| ueHST |

| uHST |

| uSTR |

| ueHST |

| uKBHFe |

| uKHSTa |

| uHST |

| uHST |

| uHST |

| uHST |

| uHST |

| uHST |

| uSTR |

| ueHST |

| uHST |

| uSTR |

| ueHST |

| uKBHFe |

## Economía
La Cendea de Cizur es fundamentalmente un municipio agrícola cerealista, aunque son pocos los vecinos dedicados exclusivamente a ello. Además de la existencia de pequeñas industrias ligeras, es destacable el sector hostelero por el paso del Camino de Santiago por el término municipal. El sector servicios se reforzará por la constante construcción de viviendas nuevas, es de los ayuntamientos de toda España con mayor nivel de vida con base en la renta media.

## Historia

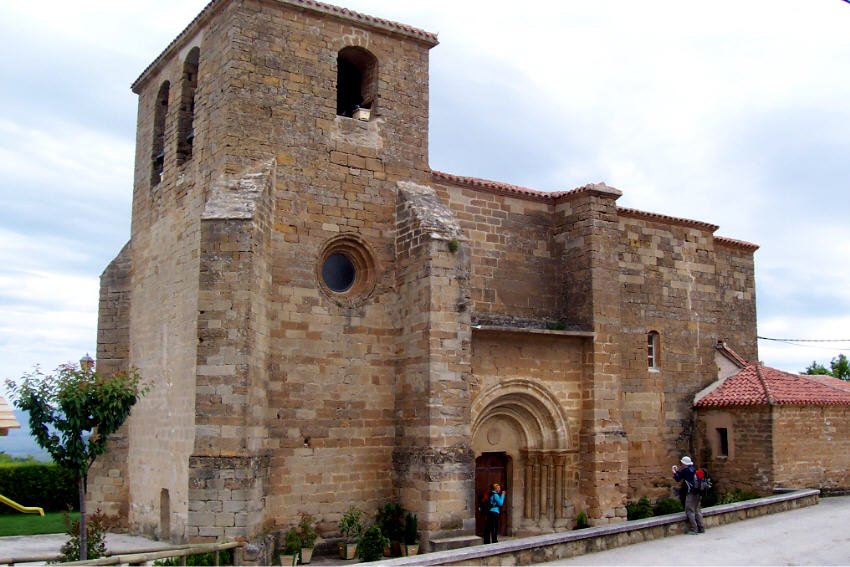
Iglesia de San Andrés de Zariquiegui

Este territorio ha estado poblado desde épocas prehistóricas, como lo atestiguan las piezas de sílex encontradas en la altiplanicie de Barañáin-Eulza. En el término de Sansol (Muru-Astráin) se han hallado vestigios pertenecientes a un poblado de la 1.ª y 2.ª Edad de Hierro. Existen también restos similares, aunque de menor importancia, en los cerros y lomas próximos, ya que esa época fue convulsa e insegura y sus pobladores se establecían en lugares defensivos y al borde de pequeñas mesetas; sólo Larraya se sitúa en una hondonada, aunque la iglesia y el palacio cabo de armería se localizan en la zona alta del lugar.

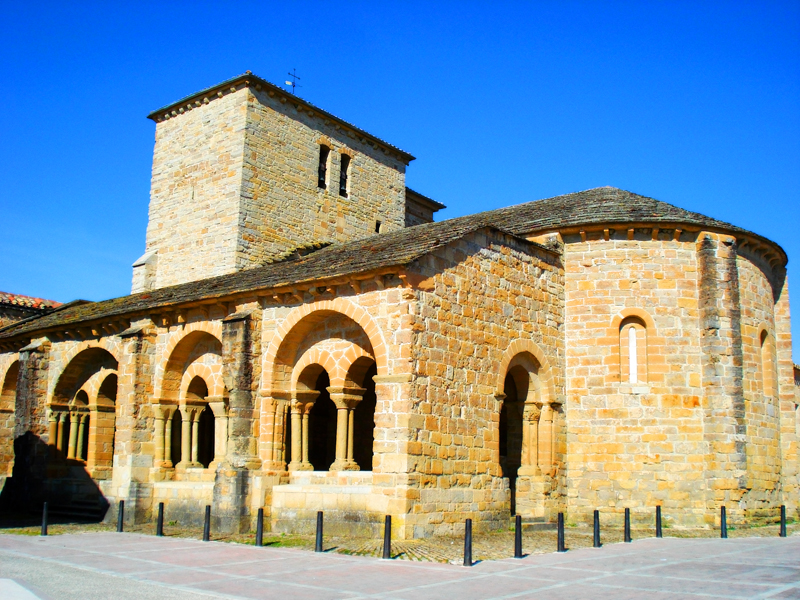
Iglesia de Nuestra Señora de la Purificación de Gazólaz

En todos los casos se trataba de pequeños asentamientos que se consolidaron en los siglos XI, XII y XIII, como lo atestigua la arquitectura religiosa de la Cendea, perteneciente casi totalmente a los citados siglos. Durante la Edad Media se afianzó el señorío secular; surgieron Guenduláin, Eulza y Eriete y se construyeron palacios en muchos pueblos.
La de Cizur era una de las cendeas situadas de la Cuenca de Pamplona. En la Edad Media contaba con 17 núcleos de población, Astráin, Barañáin, Cizur Mayor, Cizur Menor, Echavacóiz, Eriete, Eulza, Gazólaz, Guenduláin, Larraya, Muru-Astráin, Nuin, Oyerza, Paternáin, Sagüés, Undiano y Zariquiegui.
Por otra parte, algunas instituciones eclesiásticas poseyeron bienes en la cendea, como la parroquia de San Lorenzo de Pamplona y los monasterios de Irache, Iranzu y el Hospital de Roncesvalles. Pero fue el Gran Priorato de la Orden de San Juan de Jerusalén (a través de la encomienda de Cizur Menor) el más beneficiado con tierras y rentas.
En los siglos XVI y XVII la Cendea conoció un cierto florecimiento económico que ha dejado importantes huellas en el patrimonio artístico religioso y en la arquitectura civil. En 1553 la población alcanzó un total de 208 fuegos o vecindades y permaneció bastante estacionaria durante los tres siglos siguientes.
En el siglo XX se produce un crecimiento demográfico de los núcleos más próximos a Pamplona y la disminución del mundo rural (se despueblan Eriete y Guenduláin). En este proceso algunos concejos de la Cendea se segregan de ella, produciéndose los siguientes modificaciones:
- Echavacóiz, queda integrado en Pamplona, el 7 de julio de 1958.
- Barañáin, junto con Eulza, queda constituido en un municipio independiente el 6 de abril de 1984.
- Cizur Mayor, queda constituido den un municipio independiente, el 23 de septiembre de 1992.

Sagüés en 1990 tuvo una poblaciónde 9 vecinos; por tanto, al no alcanzar la cifra mínima de 16 vecino establecido en la Ley Foral 6/1990, de la Administración Local de Navarra, quedó extinguido como concejo.

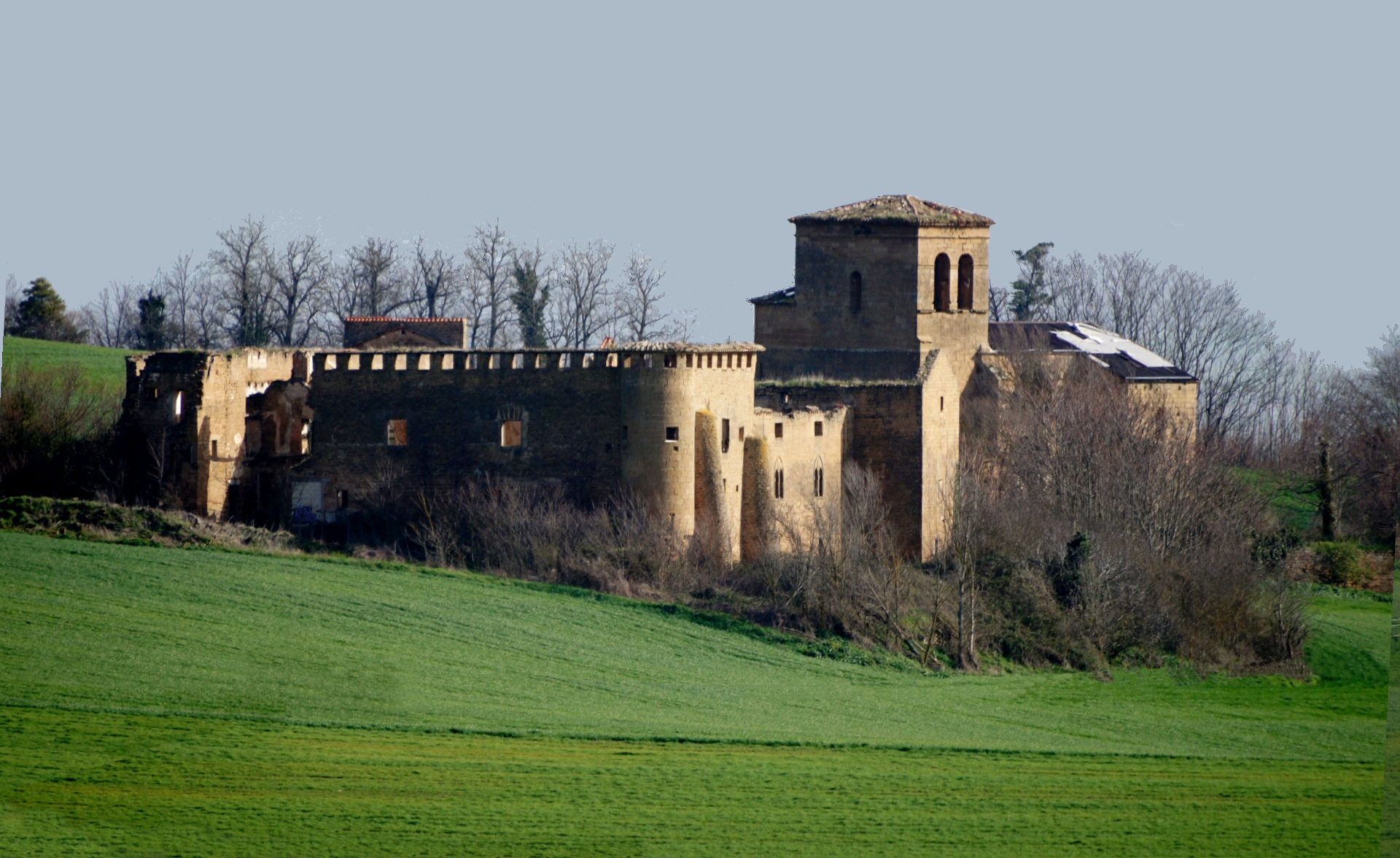
Palacio de Guenduláin

## Personas destacadas
Entre las figuras ilustres nacidas en este término cabe mencionar a:
- Jerónimo de Ayanz y Beaumont, militar e inventor español a caballo entre el siglo XVI y XVII, nacido en el señorío de Guenduláin.